# Théorie de la référence directe
 (septembre 2024).
Si vous disposez d'ouvrages ou d'articles de référence ou si vous connaissez des sites web de qualité traitant du thème abordé ici, merci de compléter l'article en donnant les références utiles à sa vérifiabilité et en les liant à la section « Notes et références ».
Une théorie de la référence directe est une conception de la signification qui affirme que le sens d'une proposition réside dans ce à quoi elle fait référence dans le monde. Soutenue par Mill dans le Système de logique (1843), elle a été critiquée par la suite au nom d'une théorie de la référence indirecte.

## John Stuart Mill
Dans le Système de logique (1843), John Stuart Mill distinguait entre connotation et dénotation. Le terme de connotation désignait la relation entre un nom (particulier ou générique) et une ou plusieurs caractéristiques. Il équivaut à ce que la logique classique entendait sous le concept de compréhension : l'ensemble des attributs formant l'essence d'un sujet. Tandis que la dénotation renvoie à l'ensemble des individus ou objets existants désignés par le concept. Par exemple, le nom commun « veuve » :
- dénote l'ensemble des veuves existantes,
- et connote les caractéristiques d'une veuve, ces caractéristiques étant d'être une femme et d'avoir été marié à quelqu'un qui est désormais décédé.

Un nom dénote un ensemble d'objets qui ont les caractéristiques que le nom connote. Les caractéristiques de la connotation déterminent donc la dénotation.  
Un même objet peut, d'un autre côté, être dénoté par différents noms ayant des connotations différentes. Par exemple « Cette personne qui est une veuve et une aveugle » :
- cette personne est l'objet, pour un moment quelconque,
- elle est dénotée par les noms veuve et aveugle,
- ces noms connotent chacun des attributs différents, formant ensemble et parmi d'autres, les caractéristiques de cette personne : elle a été mariée à quelqu'un qui est désormais décédé, et son sens de la vue n'est plus fonctionnel.

En outre, quand aucun objet répondant aux caractéristiques connotées n'existe, un nom peut connoter quelque chose sans dénoter quoi que ce soit. C'est par exemple le cas du terme « apocalypse » (dans son sens propre, de fin des temps), car elle est non encore survenue : 
- aucun événement dénoté par le terme apocalypse n'existe ou n'a existé,
- cet événement aurait alors, éventuellement parmi d'autres, toutes les caractéristiques connotées par le terme apocalypse.

La connotation peut être comprise comme formant la signification pour Mill.
Selon Mill, la plupart des noms sont connotatifs, sauf les noms propres : ceux-ci, en effet, n'indiquent ou n'impliquent aucun attribut essentiel du sujet (Système de logique, VII, 33). Ces derniers n'ont donc pas de signification : ce sont de simples « marques ». En revanche, tous les noms communs, ou termes généraux, sont connotatifs selon Mill. Mis à part sa position au sujet des noms propres, la théorie de Mill est ainsi similaire à la théorie descriptiviste des noms (en).

## Ruth Barcan Marcus
Ruth Barcan Marcus a aussi soutenu une théorie de la référence directe pour les noms propres lors d'une conférence à laquelle participaient Quine et Kripke. La conférence a été publiée dans Synthese en 1961, avec une discussion dans la même revue en 1962. Marcus appelait les noms propres qui avaient une référence directe "tags". Kripke parla ensuite de désignateur rigide (en) pour ces noms.

## Saul Kripke
Selon David Kaplan (dans une interprétation explicitement rejetée par Saul Kripke), Saul Kripke défendit aussi une théorie de la référence directe en ce qui concerne les noms propres. Dans son livre, Naming and Necessity, Saul Kripke soutient, contre Russell, que la description associée à un nom propre, s'il y en a une, ne peut pas déterminer son contenu. Il utilise comme preuve la théorie des mondes possibles.
Prenons le nom propre George W. Bush à titre d'exemple :
1. Dans le monde actuel, George Bush est le 43e président des États-Unis.
2. Si cette description définie représente ce qui détermine l'objet de ce nom propre, il devrait découler que s'il est possible que George Bush ne soit pas devenu président, il est possible que George Bush ne soit pas George Bush (car il aurait pu ne pas être élu en 2000 et en 2004).
3. Toutefois, si l'on peut admettre qu'il est possible que George Bush ne soit pas devenu président, il n'est pas possible d'admettre que George Bush ne soit pas George Bush.
4. Ainsi, l'idée selon laquelle le contenu du nom propre « George Bush »  est déterminé par une description définie est absurde.

## Critique
Les théories de la référence indirecte affirment qu'il n'est pas possible de comprendre la signification d'un nom si l'on ne sait rien du nom, de son porteur et de la relation entre le nom et le porteur. La référence, ou la signification d'un nom, présupposerait ainsi un sujet connaissant et une certaine compétence ou connaissance. Ainsi, le nom George W. Bush ne veut rien dire pour un enfant qui n'a aucune idée de qui le porteur de ce nom peut bien être.

## Source
- (en) Cet article est partiellement ou en totalité issu de l’article de Wikipédia en anglais intitulé « Direct reference theory » (voir la liste des auteurs).